# Orthetrum chrysostigma
Az Orthetrum chrysostigma a rovarok (Insecta) osztályának a szitakötők (Odonata) rendjébe, ezen belül az egyenlőtlen szárnyú szitakötők (Anisoptera) alrendjébe és a laposhasú acsák (Libellulidae) családjába tartozó faj.

## Előfordulása
Az Orthetrum chrysostigma előfordulási területe Dél-Európa és a Közel-Keletet, valamint Afrika legnagyobb része.

## Megjelenése
Szárnyfesztávolsága 60 milliméter. A hím teste élénk kék, míg a nőstényé aranysárga színű.

## Életmódja
Főleg a mocsaras és lápos területeket választja élőhelyéül. Az olyan szárazabb élőhelyeken is megél, ahol állandó tó vagy egyéb állóvíz található. Az imágó számos repülőrovarral táplálkozik. A lárva ádáz vízi ragadozó.